# Pat Angerer
Patrick Aaron Angerer, detto Pat (Bettendorf, 31 gennaio 1987), è un giocatore di football americano statunitense che gioca nel ruolo di linebacker per gli Indianapolis Colts della National Football League (NFL). Fu scelto nel corso del secondo giro (33º assoluto) del Draft NFL 2010 dai Colts. Al college ha giocato a football all'Università dell'Iowa.

## Carriera professionistica

### Indianapolis Colts
Cunningham fu scelto dagli Indianapolis Colts nel corso del secondo giro del Draft 2010. Iniziò la sua prima stagione come middle linebacker di riserva dietro Gary Brackett. La prima gara come titolare in carriera fu nella settimana 6 contro i Washington Redskins a causa di un infortunio di Brackett. Angerer disputò una prestazione notevole in quella sfida, mettendo a segno 11 tackle, un sack e 2 passaggi deviati. La sua stagione da rookie si concluse disputando tutte le 16 partite (11 come titolare) e 88 tackle, venendo inserito nella formazione ideale dei rookie da Sporting News.
Nel 2011, Angerer divenne stabilmente il middle linebacker titolare in tutte le 16 gare dei Colts, guidando la franchigia con ben 148 tackle, oltre a un intercetto, tre passaggi deviati e 2 fumble forzati. Nel 2012 invece i numeri di Angerer calarono drasticamente, dal momento che scese in campo solamente 3 volte su 11 presenze, con 28 tackle, 1 passaggio deviato e un fumble forzato.
Nella settimana 7 della stagione 2013, Angerer mise a segno il secondo intercetto in carriera ai danni dell'ex compagno Peyton Manning, contribuendo a infliggere ai Denver Broncos la prima sconfitta stagionale. La sua annata si concluse con 63 tackle e 0,5 sack in 11 presenze, di cui 9 come titolare.

## Palmarès
- PFWA All-Rookie Team - 2010

## Statistiche
| Partite totali      | 54  |
| Partite da titolare | 39  |
| Tackle              | 327 |
| Sack                | 2,5 |
| Intercetti          | 2   |
| Fumble forzati      | 4   |

Statistiche aggiornate alla stagione 2013